# Ciutat de Barcelona 1997
Il Ciutat de Barcelona 1997 è stato un torneo di tennis facente parte della categoria ATP Challenger Series nell'ambito dell'ATP Challenger Series 1997. Il torneo si è giocato a Barcellona in Spagna dal 6 al 12 ottobre 1997 su campi in terra rossa.

## Vincitori

### Singolare
Carlos Costa ha battuto in finale  Juan Antonio Marín con il punteggio di 6–1, 6–4

### Doppio
Tamer El Sawy /  Nuno Marques hanno battuto in finale  Dinu Pescariu /  Davide Sanguinetti con il punteggio di 6–1, 6–2